# Jak bardzo mnie pragniesz
Jak bardzo mnie pragniesz (tytuł włoski Come mi vuoi, tytuł francuski Embrasse-moi Pasqualino !, tytuł angielski As You Want Me) – francusko-włoski film fabularny z 1997 roku w reżyserii Carmine Amoroso.

## Fabuła
Desideria (Enrico Lo Verso) jest transseksualistką, mieszkającą w Rzymie. Pewnego dnia Desideria zostaje napadnięta i okradziona przez nieznanych przestępców. Sprawą zajmuje się policjant Pasquale (Vincent Cassel). W trakcie rozmowy z transseksualistą okazuje się, że Desideria to tak naprawdę Domenico, kolega z czasów szkolnych Pasquala. Mężczyzna jest wstrząśnięty losem i przeżytymi doświadczeniami Domenica. Chcąc pomóc transseksualiście odnaleźć szczęście w życiu, wybiera się do rodzinnego miasteczka. Proboszcz radzi mężczyźnie, by zaopiekował się zagubionym Domeniciem. Za namową księdza, Pasquale i Desideria spędzają coraz więcej czasu wolnego we wspólnym towarzystwie. Tymczasem Nellina (Monica Bellucci), narzeczona policjanta, zauważa, że Pasquale i Desideria mocno się do siebie zbliżyli.

## Obsada
- Vincent Cassel jako Pasquale
- Enrico Lo Verso jako Domenico / Desideria
- Monica Bellucci jako Nellina

W pozostałych rolach:

- Francesco Casale jako Gioia
- Urbano Barberini jako Gaia
- Memè Perlini jako Don Michele
- Vladimir Luxuria
- Massimo Bulla
- Andrea Berardicurti jako drag queen
- Paolo Pasqualucci jako drag queen
- Alessandro Miolli jako drag queen
- Marco Reyer jako drag queen
- Edoardo Rossi jako drag queen